# 神戸市看護大学
神戸市看護大学（こうべしかんごだいがく、英語: Kobe City College of Nursing）は、兵庫県神戸市西区学園西町に本部を置く日本の公立大学。1959年創立、1996年大学設置。大学の略称は看護大学、市看。
神戸研究学園都市に立地する。

## 概要
神戸市での看護教育は、1959年9月の神戸市立高等看護学院開設に遡る。その後、高等看護教育の必要性を背景に市の基幹病院である神戸市立中央市民病院の移転に合わせて、1981年4月に神戸市立看護短期大学が開学。さらに、1990年代にはいって、看護をめぐる状況の変化の中で4年制看護大学設置が強く認識される中、1996年4月、神戸市看護大学が開学。

## 沿革
（この節の出典）
- 1959年（昭和34年）9月-神戸市立高等看護学院を開設
- 1976年（昭和51年）4月-神戸市立高等看護学院を神戸市立看護専門学校に改称
- 1981年（昭和56年）4月 -神戸市立看護専門学校が短期大学に移行し、 神戸市立看護短期大学が開学
- 1996年（平成8年）4月 - 神戸市看護大学が開学し、看護学部設置。神戸市立看護短期大学を神戸市看護大学短期大学部と改称
- 2000年（平成12年）4月 - 大学院看護学研究科修士課程を設置
- 2005年（平成17年）4月 - 助産学専攻科を設置
- 2006年（平成18年）4月 - 大学院博士課程を設置
- 2007年（平成19年）12月 - 神戸市看護大学短期大学部閉学
- 2016年（平成28年）3月 - 助産学専攻科を廃止し、助産学実践コース（助産師養成課程）を大学院修士課程に設置する
- 2019年（平成31年）4月 - 公立大学法人化により、公立大学法人神戸市看護大学として発足

## 組織構成

### 学部
- 看護学部
  - 看護学科（定員100名[2]、3年次編入学生定員10名（2024年度以降編入学試験廃止[3]））

### 研究科
- 看護学研究科
  - 看護学専攻（博士前期課程定員28名、博士後期課程定員3名[4]）
    - 博士前期課程
      - 研究コース
      - 専門看護師（CNS）コース
      - マネジメント実践コース
      - 助産学実践コース

    - 博士後期課程
      - 看護基盤開発学領域
      - 看護実践開発学領域

### 附属機関

#### 図書館
蔵書数は105,857冊（和書 91,292冊 洋書 14,565冊）（2022年度）

## 学生生活

### 大学祭
- 学園祭「あざみ祭」 - 毎年5月下旬開催[6]。

## 大学関係者と組織

### 大学関係者組織
- 神戸市看護大学・神戸市立看護短期大学・神戸市立看護専門学校の同窓会「あざみ」
- 神戸市看護大学後援会
- 神戸市外国語大学消費生活協同組合 - 神戸市外国語大学の学生を主に対象とした大学生協だが、書籍購買部、食堂が看護大学構内にあり、生協の店舗利用にあたっては組合員になることが消費生活協同組合法により定められている[7]。教科書や実習衣などの販売も行う。

### 大学関係者

#### 学長・学長経験者
- 南裕子（看護学者） - 2019年度～2022年度 学長、2023年度～ 名誉教授、2024年瑞宝中綬章受章。

#### 教職員
- 泉万里（日本美術史学者） - 1996年～2005年助教授。
- 樫田美雄（社会学者）- 2013年～2021年准教授、2021年～2023年教授。
- 成清美治（社会福祉学者） - 元教授。
- 船越明子（看護学者） - 2019年～教授（精神看護学分野）
- 松葉祥一（哲学研究者） - 1997年～2000年助教授、2001年～2016年教授。

## 施設

### キャンパス
- 兵庫県神戸市西区学園西町3-4
- キャンパスはフローレンス・ナイチンゲールの生誕地、イタリアフィレンツェの街並みを基調としている。校舎は、一粒社ヴォーリズ建築事務所によるもの[8]。

- 交通アクセス
  - 神戸市営地下鉄西神・山手線「学園都市駅」より徒歩10分
  - JR山陽本線「舞子駅」から神戸市営バス53あるいは54系統終点「学園都市駅前停留所」から徒歩10分

### いちかん看護開発センター
- 神戸市子育て支援事業（コラボカフェ）[9]
- プレパパ・プレママセミナー[10]
- まちの保健室[11]

### 売店・食堂
- 本学の大学生協の店舗（書籍購買部、食堂）は、神戸市外国語大学消費生活協同組合の店舗であり、同組合は本学の学生も組合員としている[12]。

## 対外関係
（この節の出典）

### 大学間協定

#### 国外
- アメリカ合衆国 ワシントン大学看護学部
- ベトナム ダナン大学
- 台湾 国立台北護理健康大学

#### 国内
- 神戸学院大学 - IPE（多職種連携教育）等の実施
- 大学コンソーシアムひょうご神戸 - 加盟校間との単位互換制度事業、交流事業等

#### 単位互換制度（UNITY）
- 流通科学大学
- 神戸市外国語大学
- 神戸芸術工科大学
- 兵庫県立大学神戸学園都市キャンパス（経済学部・経営学部）
- 神戸市立工業高等専門学校

### 連携
- 兵庫県看護協会[14]

### 協力協定
- 株式会社Vitaars（旧・株式会社T-ICU）

## その他
映像作品のロケ地として
（この節の出典）
- 『天使の卵-エンジェルス・エッグ』（2006年10月21日公開）
- 『センセイ君主』（2018年8月1日公開）
- 『心の傷を癒すということ』（2020年1月18日-2月8日）
- 『恋愛バトルロワイヤル』（2024年8月29日配信開始）